# Цикл Миллера
Цикл Миллера — термодинамический цикл, используемый в четырёхтактных двигателях внутреннего сгорания.
Цикл Миллера был предложен в 1947 году американским инженером Ральфом Миллером как способ совмещения достоинств двигателя Аткинсона с более простым поршневым механизмом двигателя Отто. Вместо того, чтобы сделать такт сжатия механически более коротким, чем такт рабочего хода (как в классическом двигателе Аткинсона, где поршень движется вверх быстрее, чем вниз), Миллер придумал сократить такт сжатия за счет такта впуска, сохраняя движение поршня вверх и вниз одинаковым по скорости (как в классическом двигателе Отто).
Для этого Миллер предложил два разных подхода: либо закрывать впускной клапан существенно раньше окончания такта впуска (или открывать позже начала этого такта), либо закрывать его существенно позже окончания этого такта. Первый подход у двигателистов носит условное название «укороченного впуска», а второй — «укороченного сжатия». В конечном счете оба этих подхода дают одно и то же: снижение фактической степени сжатия рабочей смеси относительно геометрической, при сохранении неизменной степени расширения (то есть такт рабочего хода остается таким же, как в двигателе Отто, а такт сжатия как бы сокращается — как у Аткинсона, только сокращается не по времени, а по степени сжатия смеси).
Таким образом смесь в двигателе Миллера сжимается меньше, чем должна была бы сжиматься в двигателе Отто такой же механической геометрии. Это позволяет увеличить геометрическую степень сжатия (и, соответственно, степень расширения!) выше пределов, обуславливаемых детонационными свойствами топлива — приведя фактическое сжатие к допустимым значениям за счет вышеописанного «укорочения цикла сжатия». Другими словами, при той же фактической степени сжатия (ограниченной детонационной стойкостью моторного топлива) мотор Миллера имеет значительно большую степень расширения, чем мотор Отто. Это дает возможность более полно использовать энергию расширяющихся в цилиндре газов, что, собственно, и повышает тепловую эффективность мотора, обеспечивает высокую экономичность двигателя и так далее.
Выгода от повышения тепловой эффективности цикла Миллера относительно цикла Отто сопровождается потерей пиковой выходной мощности для данного размера (и массы) двигателя из-за ухудшения наполнения цилиндра. Так как для получения такой же выходной мощности потребовался бы двигатель Миллера большего размера, чем двигатель Отто, выигрыш от повышения тепловой эффективности цикла будет частично потрачен на увеличившиеся вместе с размерами двигателя механические потери (трение, вибрации и т. д.).
Компьютерное управление клапанами позволяет менять степень наполнения цилиндра в процессе работы. Это даёт возможность выжать из мотора максимальную мощность, при ухудшении экономических показателей, или добиться лучшей экономичности при уменьшении мощности.
Аналогичную задачу решает пятитактный двигатель, у которого дополнительное расширение производится в отдельном цилиндре.

## Использование
Этот тип двигателя впервые был использован на судах и стационарных энергогенерирующих установках, а в дальнейшем он также начал устанавливаться на некоторых дизель-электрических локомотивах, например, класса «GE PowerHaul». Цикл Миллера применялся компанией Mazda в двигателях серии K под маркой KJ-ZEM V6 на модели автомобиля бизнес-класса «Mazda Xedos 9» также, известной под названиями «Mazda Millenia» (США) и «Eunos 800» (Австралия). Позже, компания Subaru использовала двигатель, работавший по этим циклам (flat-4), в концептуальных автомобилях с гибридным приводом ( «Turbo Parallel Hybrid»), известных как «Subaru B5-TPH».